# Fun Down There
Pour plus de détails, voir Fiche technique et Distribution.
Fun Down There est un film américain réalisé par Roger Stigliano, sorti en 1989.

## Synopsis
Un jeune homme, Buddy, quitte sa petite ville rurale pour faire sa vie à New York.

## Distribution
- Michael Waite : Buddy Fields
- Yvonne Fisher : Sandy
- Martin Goldin : Angelo
- Nickolas B. Nagourney : Joseph
- Jeanne Smith : Judy Fields
- Gretchen Sommerville : Greta
- Betty Waite : Mrs. Fields
- Harold Waite : Mr. Fields

## Récompenses
- Teddy Award 1989 ex æquo